# Theope
Theope is een geslacht van vlinders uit de familie van de prachtvlinders (Riodinidae), onderfamilie Riodininae.
De wetenschappelijke naam van het geslacht werd in 1847 geldig gepubliceerd door Edward Doubleday.

## Soorten
- T. acosma Stichel, 1910
- T. amicitiae Hall, J, Gallard & Brévignon, 1998
- T. antanitis (Hewitson, 1874)
- T. apheles H. Bates, 1868
- T. archimedes (Fabricius, 1793)
- T. atima H. Bates, 1868
- T. aureonitens H. Bates, 1868
- T. azurea H. Bates, 1868
- T. bacenis Schaus, 1890
- T. bahlmanni Fassl, 1922
- T. barea Godman & Salvin, 1878
- T. basilea H. Bates, 1866
- T. batesi Hall, J, 1998
- T. brevignoni (Gallard, 1996)
- T. busbyi Hall, J, 1998
- T. caecina Godman & Salvin, 1878
- T. comosa Stichel, 1911
- T. cratylus Godman & Salvin, 1886
- T. christiani Hall, J & Willmott, 1999
- T. dabrerae Hall, J & Willmott, 1996
- T. decorata Godman & Salvin, 1878
- T. devriesi Hall, J & Willmott, 1996
- T. diores Godman & Salvin, 1897
- T. discus H. Bates, 1868
- T. drepana Bates, 1868
- T. eleutho Godman & Salvin, 1897
- T. eudocia Westwood, 1851
- T. eupolis Schaus, 1890
- T. eurygonina H. Bates, 1868
- T. excelsa H. Bates, 1868
- T. fayneli Gallard, 2002
- T. foliorum H. Bates, 1868
- T. galionicus Gallard & Brévignon, 1989
- T. guillaumei Gallard, 1996
- T. herta Godman & Salvin, 1886
- T. hypoleuca H. Bates, 1868
- T. iani Willmott & J. Hall, 1994
- T. ipsia Doubleday, 1847
- T. janus H. Bates, 1867
- T. kingi Hall, J & Willmott, 1996
- T. lampropteryx H. Bates, 1868
- T. leucanthe H. Bates, 1868
- T. lycaenina H. Bates, 1868
- T. mania Godman & Salvin, 1897
- T. matuta Godman & Salvin, 1897
- T. methemona H. Bates, 1868
- T. minialba Gallard, 2006
- T. mundula Stichel, 1926

- T. nobilis H. Bates, 1868
- T. nodosus Hall, J, 1999
- T. nycteis (Westwood, 1851)
- T. oceta Doubleday, 1847
- T. orphana (Stichel, 1911)
- T. pakitza Hall, J & Harvey, 1998
- T. pedias Herrich-Schäffer, 1853
- T. pepo Willmott & J. Hall, 1994
- T. phaeo Prittwitz, 1865
- T. philotes (Westwood, 1851)
- T. phineus Schaus, 1913
- T. pieridoides C. & R. Felder, 1865
- T. pseudopedias Hall, J, 1999
- T. publius C. & R. Felder, 1861
- T. sanjuani D'Abrera, 1994
- T. sericea H. Bates, 1868
- T. simplicia H. Bates, 1868
- T. sisemina Seitz, 1920
- T. sobrina H. Bates, 1868
- T. speciosa Godman & Salvin, 1897
- T. sticheli Hall, J, 1998
- T. syngenes H. Bates, 1868
- T. talna Godman & Salvin, 1897
- T. terambus (Godart, 1824)
- T. tetrastigma H. Bates, 1868
- T. thebais Hewitson, 1860
- T. theritas Hewitson, 1860
- T. thestias Hewitson, 1860
- T. theutis Godman & Salvin, 1886
- T. thootes Hewitson, 1860
- T. turneri Hall, J & Austin, 1997
- T. villai Beutelspacher, 1981
- T. virgilius (Fabricius, 1793)
- T. wallacei Hall, J, 1998
- T. zostera H. Bates, 1868